# Шелпиці
Шелпиці (словац. Šelpice) — село, громада округу Трнава, Трнавський край. Кадастрова площа громади — 10.17 км².
Населення 899 осіб (станом на 31 грудня 2020 року).

## Історія
Шелпиці згадується 1283 року.

## Населення
| Рік:            | 1994. | 2004.   | 2014.    | 2024.   |
| --------------- | ----- | ------- | -------- | ------- |
| Кількість осіб: | 582   | 589     | 867      | 901     |
| Різниця:        |       | +1,20 % | +47,19 % | +3,92 % |

| Рік:            | 2023. | 2024.   |
| --------------- | ----- | ------- |
| Кількість осіб: | 905   | 901     |
| Різниця:        |       | -0,44 % |